# Фрауенберг
Фрауенберг (фр. Frauenberg) насеље је и општина у североисточној Француској у региону Лорена, у департману Мозел која припада префектури Саргемен.
По подацима из 2011. године у општини је живело 550 становника, а густина насељености је износила 200,0 становника/km². Општина се простире на површини од 2,75 km². Налази се на средњој надморској висини од 203 метара (максималној 276 m, а минималној 198 m).

## Демографија
| 1962. | 1968. | 1975. | 1982. | 1990. | 1999. | 2011. |
| ----- | ----- | ----- | ----- | ----- | ----- | ----- |
| 483   | 515   | 536   | 566   | 585   | 567   | 550   |

График промене броја становника у току последњих година